# Saint-Péravy-la-Colombe
Saint-Péravy-la-Colombe település Franciaországban, Loiret megyében. Lakosainak száma 768 fő (2022. január 1.). Saint-Péravy-la-Colombe Boulay-les-Barres, Bricy, Coinces, Gémigny, Patay, Saint-Sigismond, Tournoisis és Villeneuve-sur-Conie községekkel határos.

## Népesség
A település népessége az elmúlt években az alábbi módon változott:
| Lakosok száma | 478  | 534  | 566  | 626  | 727  | 742  | 759  | 752  | 749  | 768  |
|               | 1968 | 1982 | 1990 | 2006 | 2013 | 2015 | 2017 | 2019 | 2020 | 2022 |